# 奥脇直也
奥脇 直也（おくわき なおや、1946年 - ）は、日本の法学者。専門は、国際法における国際海洋法。学位は、法学博士（東京大学・1976年）（学位論文「国際紛争における「法適用」の観念-実用国際法学への序説-」）。東京大学名誉教授。明治大学研究・知財戦略機構研究推進員。

## 経歴
略歴は以下のとおり。

### 学歴
- 1965年3月 - 東京都立日比谷高等学校卒業
- 1969年6月 - 東京大学法学部卒業
- 1971年3月 - 東京大学大学院法学政治学研究科公法専攻修士課程修了
- 1976年4月 - 東京大学大学院法学政治学研究科公法専攻博士課程修了
  - 学位論文「国際紛争における「法適用」の観念-実用国際法学への序説-」で東京大学より法学博士の学位を取得

### 職歴
- 1976年04月 - 立教大学法学部助手
- 1976年08月 - 東京工業大学工学部人文社会群助教授
- 1985年12月 - 東京工業大学工学部人文社会群教授
- 1988年04月 - 立教大学法学部教授
- 2000年04月 - 東京大学大学院法学政治学研究科教授
- 2004年04月 - 東京大学公共政策大学院教授
- 2010年04月 - 明治大学法科大学院教授
- 2016年3月 - 同退任
- 2016年4月 - 明治大学研究・知財戦略機構研究推進員

## 著書

### 共著
- （村瀬信也・古川照美・田中忠）『現代国際法の指標』（有斐閣、1996年）

### 共編著
- （横山潤）『国際関係法―連携する国際法と国内法』（放送大学教育振興会、1994年）
- （小寺彰）『国際法キーワード』（有斐閣、1997年／第2版、2006年）
- （村瀬信也）『国家管轄権―国際法と国内法：山本草二先生古稀記念』（勁草書房、1998年）

### 訳書
- W・マイケル・リースマン、ジェームス・E・ベーカー『国家の非公然活動と国際法―秘密という幻想』（中央大学出版部、2001年）